# Concursul Eurovision pentru tineri dansatori 1987
Cea de-a doua ediție a Concursului Eurovision pentru tineri dansatori a avut loc în Germania la Schwetzingen, pe data de 31 mai 1987. Spectacolul a fost transmis de la orele 20:30 CET. Pentru prima dată în istoria concursului postul de televiziune Canadian CBC (asociat cu EBU) a trimis un reprezentant la concurs.
Anul acesta țările participante au putut trimite unul sau doi concurenți, femei sau bărbați, însă vârsta concurentului nu trebuia să depășează 20 de ani. Nu s-au impus reguli în privința stilului de dans ales. Pentru dansul solo, limita de timp a fost de 5 minute, iar pentru perechi 10.

## Jurații
Juriul la această ediție a fost format din 9 membri, de diferite naționalități. Șeful juriului a fost germanul Richard Cragun.
| Naționalitate    | Nume             | Funcția |
| ---------------- | ---------------- | ------- |
| germană          | Richard Cragun   | șef     |
| danemarcă        | Frank Andersen   | membru  |
| italiană-germană | Paolo Bortoluzzi | membru  |
| canadiană        | Celia Franca     | membru  |
| americană        | Mary Hinkson     | membru  |
| danemarcă        | Mette Honningen  | membru  |
| americană        | Galina Samsova   | membru  |
| elvețiană        | Heinz Spoerli    | membru  |
| spaniol          | José de Udaeta   | membru  |

## Participanții și Clasamentul final
La ediția din anul 1987 au participat 14 țări europene plus Canada. Numărul concureților a crescut cu 4, datorită debuturilor celor 4 țări(Iugoslavia, Canada, Austria și Danemarca). Nicio țară participantă în 1985 nu a renunțat să participe în 1987. Țările de Jos și Belgia au participat anul acesta împreună.
| Poziție | Țara          | Reprezentanți                      |
| ------- | ------------- | ---------------------------------- |
| 1       | Danemarca     | Rose Gad Poulsen and Nikolaj Hübbe |
| 2       | Elveția       | Frédéric Gafner                    |
| 3       | Germania      | Stefanie Arndt                     |
| -       | Austria       | Erika Nowak                        |
| -       | Belgia        | Bart de Block                      |
| -       | Țările de Jos | Marieke Simons                     |
| -       | Canada        | Stephen Legate                     |
| -       | Finlanda      | Susanna Aaltonen și Tomi Paasonen  |
| -       | Franța        | Marie-Soizic Cabié                 |
| -       | Italia        | Giulia Menicucci                   |
| -       | Norvegia      | Halldis Olafsdottir                |
| -       | Spania        | Maria Montserrat Leon              |
| -       | Suedia        | Johannes Öhman                     |
| -       | Regatul Unit  | Paul Liburd                        |
| -       | Iugoslavia    | Vedrana Ostojic                    |

## Predecesor și Succesor
| Predecesor: Reggio Emmilia 1985 | Concursul Eurovision pentru tineri dansatori Schwetzingen 1987 | Succesor: Paris 1989 |